# كيسة حنكية متوسطة
كيسة حنكية متوسطة (بالإنجليزية: median palatal cyst) هي كيسة نادرة قد تحث في أي مكان على طول الرفاء الحنكي. وقد ينتج تورم بسبب العدوى. ويتم العلاج بالاستئصال، أو الإزالة الجراحية.
بعض الباحثين يعتقدون أن هذه الكيسة تمثل موقع خلفي أكثر لكيسة المجرى الأنفي الحنكي (nasopalatine duct cyst)، بدلاً من أنها انحلال كيسي منفصل لبقايا الظهارية في خط التحام رفوف الحنك.